# Jean Baptiste Bourguignon d'Anville

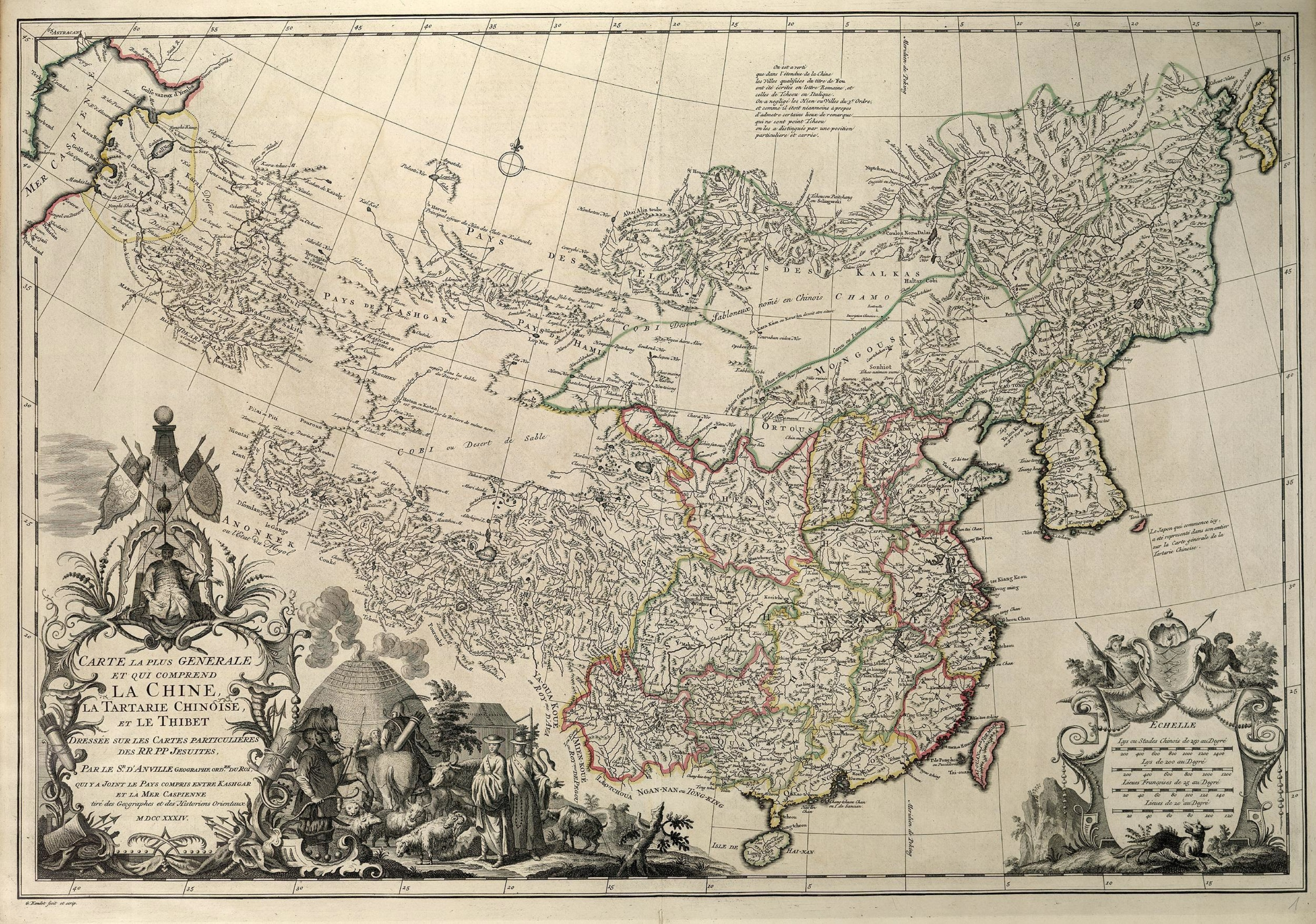
Bản đồ Trung Quốc và Trung Á (1734) dành cho "Description geographique de la Chine" của du Halde, biên soạn dựa trên cuộc khảo sát đầu tiên có hệ thống địa lý của toàn bộ Đế quốc Trung Quốc bởi một nhóm các tu sĩ Dòng Tên người Pháp (khoảng 1700)

Jean Baptiste Bourguignon d'Anville (sinh tại Paris ngày 11 tháng 7 năm 1697 - 28 tháng 1 năm 1782) là một nhà địa lý và nhà bản đồ người Pháp. Ông đã cải thiện đáng kể các tiêu chuẩn của vẽ bản đồ. Bản đồ địa lý cổ xưa của ông, đặc trưng bởi cẩn thận, công trình chính xác và chủ yếu dựa trên các nghiên cứu gốc là đặc biệt có giá trị.